# Taeniostola vittigera
Taeniostola vittigera är en tvåvingeart som beskrevs av Mario Bezzi 1913. Taeniostola vittigera ingår i släktet Taeniostola och familjen borrflugor. Inga underarter finns listade i Catalogue of Life.